# Solvay S.A.
Solvay S.A. er en belgisk multinational kemivirksomhed. Virksomheden blev etableret som en sodaproducent i 1863. De har 145 fabrikker og ca. 30.000 ansatte i 53 lande.